# Чупрене (община)
Община Чупрене се намира в Северозападна България и е една от съставните общини на област Видин.

## География

### Географско положение, граници, големина
Общината е разположена в южната част на област Видин. С площта си от 327,316 km2 заема 4-то място сред 11-те общините на областта, което съставлява 10,72% от територията на областта. Границите ѝ са следните:
- на северозапад – община Белоградчик;
- на север – община Димово;
- на североизток – община Ружинци;
- на изток – община Чипровци, област Монтана;
- на югозапад – община Княжевац, Република Сърбия.
- на юг – община Пирот, Република Сърбия.

### Релеф, води

#### Релеф
Релефът на общината е предимно планиниски. Територията ѝ условно попада в две физикогеографски области на България – Западна Стара планина и Западния Предбалкан.
В Старопланинската физикогеографска област на територията на общината попадат части от три планини. Западния край на общината, на северозапад от долината на Чупренска река и Светиниколския проход се заема от югоизточните разклонения на Светиниколска планина. Западно от прохода, където се събират границите на Община Белоградчик, Община Чупрене и Република Сърбия се издига първенецът на планината връх Хайдушки камък (1721 m).
Между най-горните течения на реките Чупренска на северозапад и Лом на югоизток и държавната ни граница с Република Сърбия на югозапад в пределите на общината попадат най-северозападните и най-високи части на Чипровска планина. Тук на границата с Република Сърбия се издига първенецът на планината и най-високата точка на Западна Стара планина и на област Видин – връх Миджур (2168 m), разположен на около 10 km на юг-югозапад от село Горни Лом.
Районът между река Лом на северозапад и границата с Област Монтана на югоизток се заема от северозападните части на Язова планина. Тук на границата с Област Монтана, на около 6 km югоизточно от село Горни Лом е връх Горно Язово (1573 m).
Останалата около 1/3 част на общината се заема от нископланинските части на Западния Предбалкан. На север и североизток от село Чупрене, между Стакевска река (десен приток на Лом) на северозапад и река Лом на югоизток се простира част от предбалканския рид Ведерник. В тази са част ридът е прорязан от проломната долина на Чупренска река. Най-високата точка на рида в пределите на общината е 1027 m, разположена северозападно от село Върбово. Най-североизточната част на общината, източно от река Лом и северно от Язова планина се заема от крайните северозападни разклонения на друг предбалкански рид – Широка планина с максимална височина в пределите на общината 715 m, разположена източно от село Долни Лом.
В най-североизточния край на общината, в близост до махала Фалковец, в коритото на р. Лом се намира най-ниската точка на общината – 219 m н.в.

#### Води
Цялата територия на общината попада във водосборния басейн на река Лом. Тя води началото си от северното подножие на връх Миджур, тече в северна посока и на около 4 km северно от село Средогрив при устието на левия си приток Стакевска река напуска пределите на общината. Друга важна водна артерия е Чупренска река. Тя извира от Чипровска планина източно от Светиниколския проход, спуска се на североизток до село Чупрене, където образува малко долинно разширение, проломява рида Ведерник и на около 3 km североизточно от село Пролазница се влива отдясно в Стакевска река (ляв приток на Лом).

## Населени места в община Чупрене
| Населено място                                                          | Преброяване (от септември 2021) | По настоящ адрес (ГРАО от 15 септември 2024) | Площ (km²) | Гъстота (д/km²) |
| ----------------------------------------------------------------------- | ------------------------------- | -------------------------------------------- | ---------- | --------------- |
| Върбово                                                                 | 81                              | 92                                           | 41,19      | 2.23            |
| Горни Лом                                                               | 608                             | 631                                          | 83,565     | 7.55            |
| Долни Лом                                                               | 154                             | 152                                          | 39,735     | 3.83            |
| Протопопинци                                                            | 30                              | 53                                           | 10,296     | 5.15            |
| Репляна                                                                 | 115                             | 142                                          | 37,578     | 3.78            |
| Средогрив                                                               | 83                              | 96                                           | 22,153     | 4.33            |
| Търговище                                                               | 128                             | 147                                          | 22,131     | 6.64            |
| Чупрене                                                                 | 436                             | 453                                          | 70,668     | 6.41            |
| Общо за общината:                                                       | 1635                            | 1766                                         | 327,316    | 5.4             |
| Населените места с кмет са със зелен фон, а тези без кметство – с жълт. |                                 |                                              |            |                 |

### Административно-териториални промени
- Реш. МС № 678/обн. ДВ бр.67/31.08.2012 г. – заличава с. Бостаните.[3]

## Население
| Община Чупрене                                | Община Чупрене | Община Чупрене | Община Чупрене | Община Чупрене | Община Чупрене | Община Чупрене | Община Чупрене | Община Чупрене | Община Чупрене | Община Чупрене | Община Чупрене |
| --------------------------------------------- | -------------- | -------------- | -------------- | -------------- | -------------- | -------------- | -------------- | -------------- | -------------- | -------------- | -------------- |
| Година                                        | 1934           | 1946           | 1956           | 1965           | 1975           | 1985           | 1992           | 2001           | 2011           | 2021           |                |
| Население                                     | 9487           | 9450           | 8366           | 6918           | 5612           | 4455           | 3795           | 3004           | 2083           | 1635           |                |
| Източници: Национален Статистически Институт, |                |                |                |                |                |                |                |                |                |                |                |

### Население по възрастови групи
| Население по възрастови групи към септември 2021 година | Население по възрастови групи към септември 2021 година | Население по възрастови групи към септември 2021 година | Население по възрастови групи към септември 2021 година | Население по възрастови групи към септември 2021 година | Население по възрастови групи към септември 2021 година | Население по възрастови групи към септември 2021 година | Население по възрастови групи към септември 2021 година | Население по възрастови групи към септември 2021 година | Население по възрастови групи към септември 2021 година | Население по възрастови групи към септември 2021 година | Население по възрастови групи към септември 2021 година | Население по възрастови групи към септември 2021 година | Население по възрастови групи към септември 2021 година | Население по възрастови групи към септември 2021 година | Население по възрастови групи към септември 2021 година | Население по възрастови групи към септември 2021 година | Население по възрастови групи към септември 2021 година | Население по възрастови групи към септември 2021 година |
| ------------------------------------------------------- | ------------------------------------------------------- | ------------------------------------------------------- | ------------------------------------------------------- | ------------------------------------------------------- | ------------------------------------------------------- | ------------------------------------------------------- | ------------------------------------------------------- | ------------------------------------------------------- | ------------------------------------------------------- | ------------------------------------------------------- | ------------------------------------------------------- | ------------------------------------------------------- | ------------------------------------------------------- | ------------------------------------------------------- | ------------------------------------------------------- | ------------------------------------------------------- | ------------------------------------------------------- | ------------------------------------------------------- |
| Общо                                                    | 0 – 4                                                   | 5 – 9                                                   | 10 – 14                                                 | 15 – 19                                                 | 20 – 24                                                 | 25 – 29                                                 | 30 – 34                                                 | 35 – 39                                                 | 40 – 44                                                 | 45 – 49                                                 | 50 – 54                                                 | 55 – 59                                                 | 60 – 64                                                 | 65 – 69                                                 | 70 – 74                                                 | 75 – 79                                                 | 80 – 84                                                 | 85+                                                     |
| 1635                                                    | 79                                                      | 56                                                      | 79                                                      | 74                                                      | 42                                                      | 70                                                      | 58                                                      | 65                                                      | 68                                                      | 85                                                      | 98                                                      | 150                                                     | 135                                                     | 149                                                     | 159                                                     | 120                                                     | 83                                                      | 65                                                      |

### Етнически състав
| Етноси в община Чупрене (2011) | Етноси в община Чупрене (2011) | Етноси в община Чупрене (2011) | Етноси в община Чупрене (2011) | Етноси в община Чупрене (2011) |
| ------------------------------ | ------------------------------ | ------------------------------ | ------------------------------ | ------------------------------ |
| Етническа група                |                                |                                | процент                        |                                |
| българи                        | българи                        |                                | 83.85%                         | 83.85%                         |
| цигани                         | цигани                         |                                | 15.99%                         | 15.99%                         |
| други и неопределени           | други и неопределени           |                                | 0%                             | 0%                             |

Етническа група от общо 1876 самоопределили се (към 2011 година):
- българи: 1573
- цигани: 300
- други: 0
- неопределени: 0

## Транспорт
През общината преминават частично 2 пътя от Републиканската пътна мрежа на България с обща дължина 35,7 km:
- участък от 11,8 km от Републикански път III-102 (от km 30,1 до km 41,9);
- последният участък от 23,9 km от Републикански път III-114 (от km 48,7 до km 72,6).

## Топографска карта
- Лист от карта K-34-22. Мащаб: 1 : 100 000.